# Mora (mitologija)
Mora je zlokobno mitološko biće koje napada ljude u snu, poznato u slavenskoj, ali i u drugim europskim mitologijama. U Hrvatskoj su predaje o morama karakteristične za obalni pojas Jadranskog mora i Dinaride, gdje još žive u starim pričama i legendama. Prema tradicijskom vjerovanju, mora napada usnule ljude, sjeda im na grudi, guši ih i siše im životnu energiju.
Postoji sličnost između more i drugih mitoloških bića, poput inkuba i sukuba.

## Etimologija
Mora se kod Južnih Slavena naziva još i mura, zmora, morina, morica i morava, a kod Istočnih Slavena kikimora je noćno žensko biće, nalik na moru, koje dolazi "moriti" čovjeka, odnosno ometati ga u snu. Izvednica riječi "mora" dolazi od praindoeuropskog korijena "mer", koje se, osim kod slavenskih naroda, pojavljuje i u jezicima drugih europskih naroda, primjerice "nightmare" (noćna mora) u engleskom jeziku, "mahr" u njemačkom, "cauchemar" u francuskom ili "nachtmerrie" u nizozemskom. Iz pojma "mora" proizlazi u južnoslavenskim jezicima i izraz "noćna mora" te izreka "more me brige".